# 多柱边六顶虫
多柱边六顶虫（学名：Cubotholonium polystylum）为圆顶虫科边六顶虫属的动物。在中国，分布于东海、南海等海域。